# Piscis Austrinus
Piscis Austrinus, o Peixe Austral, é uma constelação do hemisfério celestial sul. O genitivo é Piscis Austrini e a abreviatura é PsA. As constelações vizinhas são o Aquário, o Capricórnio, o Microscópio, o Grou e o Escultor.